# Science for the People

Science for the People (SftP) est le nom d'une organisation de gauche issue du mouvement pacifiste américain des années 1970. C'est également le nom d'un magazine publié par cette organisation. Le groupe original était composé de professeurs, d'étudiants, de travailleurs et d'autres citoyens préoccupés par la croissance de l'influence néfaste des pseudosciences, surtout lorsqu'elles déforment la science. 
Science for the People désigne également une organisation similaire fondée en 2002.

## Histoire
Selon Herb Fox, l'un des fondateurs, 

« J'ai été l'un des fondateurs de Science for the People en 1969-70. L'organisme est né de la réunion de Scientists and Engineers for Social and Political Action (SESPA) et d'un groupe d'étudiants de Harvard et du MIT qui avaient été invités à un atelier lors de la rencontre annuelle de l'AAAS. SESPA était né à la suite d'une lutte au sein de l'American Physical Society (APS) menée par Charlie Schwartz et Martin Perl afin que l'APS se prononce contre la guerre du Vietnam. Les tactiques perturbatrices de SftP à la rencontre de l'AAAS ainsi qu'à d'autres rencontres scientifiques ont attiré une certaine attention sur le mouvement, recrutant ainsi de jeunes militants parmi les étudiants en sciences. La première édition de Science for the People (1970) a été produite et éditée par moi et une camarade qui est devenue par la suite ma femme. Les numéros suivants ont été produits par des collectifs d'éditeurs changeant à chaque parution. Lors des premières années, plusieurs visions sur ce que SftP devrait être se sont confrontées. Ainsi, un groupe désirait que Science for the People soutienne la lutte des classes en portant une attention particulière aux enjeux scientifiques. Un autre groupe désirait travailler à développer une « science pour le peuple ». La plupart désiraient être les objecteurs de conscience au sein de la communauté scientifique envers le peuple afin de mettre en lumière les dangers de la mauvaise utilisation de la science. Les divisions, peu claires, étaient douloureuses et perturbatrices. Avec le temps, ceux qui étaient plus intéressés par le tiers monde et les luttes ouvrières que par la science ont quitté le mouvement. Les années suivantes, l'organisation vivait à travers le contenu de son magazine, qui est devenu un exutoire critique de l'utilisation abusive de la science. Il a été une tribune pour des scientifiques tels Stephen Jay Gould et Richard Lewontin. »

— Herb Fox

## Refondation en 2002
En 2002, un nouveau groupe reprenant des idées similaires et utilisant le même nom, s'est formé. Bien que n'étant pas lié au groupe fondé dans les années 1970, le nouveau groupe a reçu l'approbation d'Herb Fox.

## Membres célèbres
- Stephen Jay Gould (1941-2002), paléontologue américain et professeur à Harvard.
- Richard C. Lewontin (1929), biologiste et généticien également professeur à Harvard.
- Joseph Weizenbaum (1923-2008), professeur d'informatique au MIT.
- David F. Noble (1945-2010), historien de la technologie.
- Karen Messing (1943), ergonome et généticienne canadienne.
- Anne Fausto-Sterling (1944), biologiste et spécialiste d'études de genre.
- Richard Levins (1930-2016), mathématicien et écologiste, professeur à Harvard.